# Mouron-sur-Yonne
Mouron-sur-Yonne è un comune francese di 99 abitanti situato nel dipartimento della Nièvre nella regione della Borgogna-Franca Contea.

## Società

### Evoluzione demografica
Abitanti censiti